# Nericonia opacella
Nericonia opacella là một loài bọ cánh cứng trong họ Cerambycidae.